# Elias Fernandes de Oliveira
Elias Fernandes de Oliveira (* 22. Mai 1992 in São Bernardo do Campo), auch bekannt als Elias, ist ein brasilianischer Fußballspieler.

## Karriere
Elias erlernte das Fußballspielen in der Jugendmannschaft vom SC Corinthians im brasilianischen São Paulo. Hier unterschrieb er am 1. Januar 2011 auch seinen ersten Vertrag. Mit dem Verein spielte er viermal in der ersten Liga, der Série A. 2011 feierte er mit dem Verein die brasilianische Meisterschaft. Von 2012 bis 2014 wurde er an die brasilianischen Vereine Paraná Clube, Villa Nova AC und Bangu AC ausgeliehen. Im März 2015 wechselte er ablösefrei zum Luverdense EC nach Lucas do Rio Verde. Busan IPark, ein südkoreanischer Erstligist aus Busan nahm ihn am 1. Juli 2015 unter Vertrag. Mit dem Verein spielte er siebenmal in der ersten Liga. Im Januar 2016 zog es ihn nach Malaysia, wo er einen Vertrag beim Erstligisten Perak FA unterschrieb. Bei dem Verein aus Ipoh stand er bis Dezember 2017 unter Vertrag. Über die brasilianische Station AD São Caetano ging er Mitte Januar 2018 nach Hongkong, wo er sich dem Erstligisten Southern District FC anschloss. Mit dem Klub spielte er achtmal in der ersten Liga. Von Juli 2018 bis Januar 2019 war er vertrags- und vereinslos. Am 17. Januar 2019 verpflichtete ihn der brasilianische Verein EC Taubaté aus Taubaté. Hier spielte er bis Anfang August 2019. Am 8. August unterschrieb er in São Paulo einen Vertrag beim CA Juventus. Von Mai 2020 bis Mitte Oktober 2020 war er wieder vertrags- und vereinslos. Ibri Club, ein Verein aus dem Oman, nahm ihn von Mitte Oktober 2020 bis Mai 2021 unter Vertrag. Am 1. Juni 2021 zog es ihn nach Thailand. Hier unterschrieb er einen Vertrag beim Customs Ladkrabang United FC. Der Verein spielte in der zweiten thailändischen Liga, der Thai League 2. Nach 28 Ligaspielen und elf geschossenen Toren wurde sein Vertrag am Saisonende nicht verlängert. Ende Juli 2022 verließ er Thailand und ging nach Bahrain. Hier schloss er sich in Manama für den Rest des Jahres dem Zweitligisten al-Najma Club an. Im Januar 2023 kehrte er nach Thailand zurück, wo ihn der Drittligist Pattaya Dolphins United unter Vertrag nahm. Mit dem Verein aus dem Seebad Pattaya spielt er in der Eastern Region der Liga. Mit dem Verein wurde er am Ende der Saison Meister der Eastern Region. In den Aufstiegsspielen zur zweiten Liga konnte man sich jedoch nicht durchsetzen. Nachdem MH Nakhonsi City FC für die Saison keine Lizenz bekommen hatte, rückte Pattaya als Aufsteiger in die zweite Liga nach. Nach vier Drittligaspielen wurde sein Vertrag im Sommer 2023 nicht verlängert. Im Juli 2023 verpflichtete ihn der Zweitligist Phrae United FC. Für den Verein aus Phrae bestritt er 16 Ligaspiele. Nach der Hinsrunde 2023/24 wurde sein Vertrag nicht verlängert. Ende Dezember 2023 wechselte er auf Leihbasis zum ebenfalls in der zweiten Liga spielenden Dragon Pathumwan Kanchanaburi FC. Am 15. Juni 2024 stand er mit Kanchanaburi im Finale des FA Cup. Das Spiel gegen den Erstligisten Bangkok United verlor man nach Elfmeterschießen. Für den Verein aus Kanchanaburi bestritt er elf Ligaspiele. Nach der Ausleihe kehrte er nach Phrae zurück. Hier wurde sein Vertrag nicht verlängert. Im August 2024 zog er weiter nach Indonesien. Hier schloss er sich dem Zweitligisten Persijap Jepara an. Hier bestritt er zwölf Ligaspiele. Im Januar 2025 wechselte er zum bahrainischen Erstligisten Sitra Club. Nach einem halben Jahr kehrte er im Sommer 2025 nach Thailand zurück. Hier unterschrieb er im Seebad Pattaya einen Vertrag beim Zweitligisten Pattaya United FC.

## Erfolge
Corinthians São Paulo
- Brasilianischer Meister: 2011

Pattaya Dolphins United
- Thai League 3 – East: 2022/23

Dragon Pathumwan Kanchanaburi FC
- Thailändischer Pokalfinalist: 2023/24